# Raymond Borme
 (juin 2020).
Si vous disposez d'ouvrages ou d'articles de référence ou si vous connaissez des sites web de qualité traitant du thème abordé ici, merci de compléter l'article en donnant les références utiles à sa vérifiabilité et en les liant à la section « Notes et références ».
L'abbé Raymond Borme (1904-1962) est un prêtre ayant joué un rôle important dans la Résistance parisienne.

## Biographie

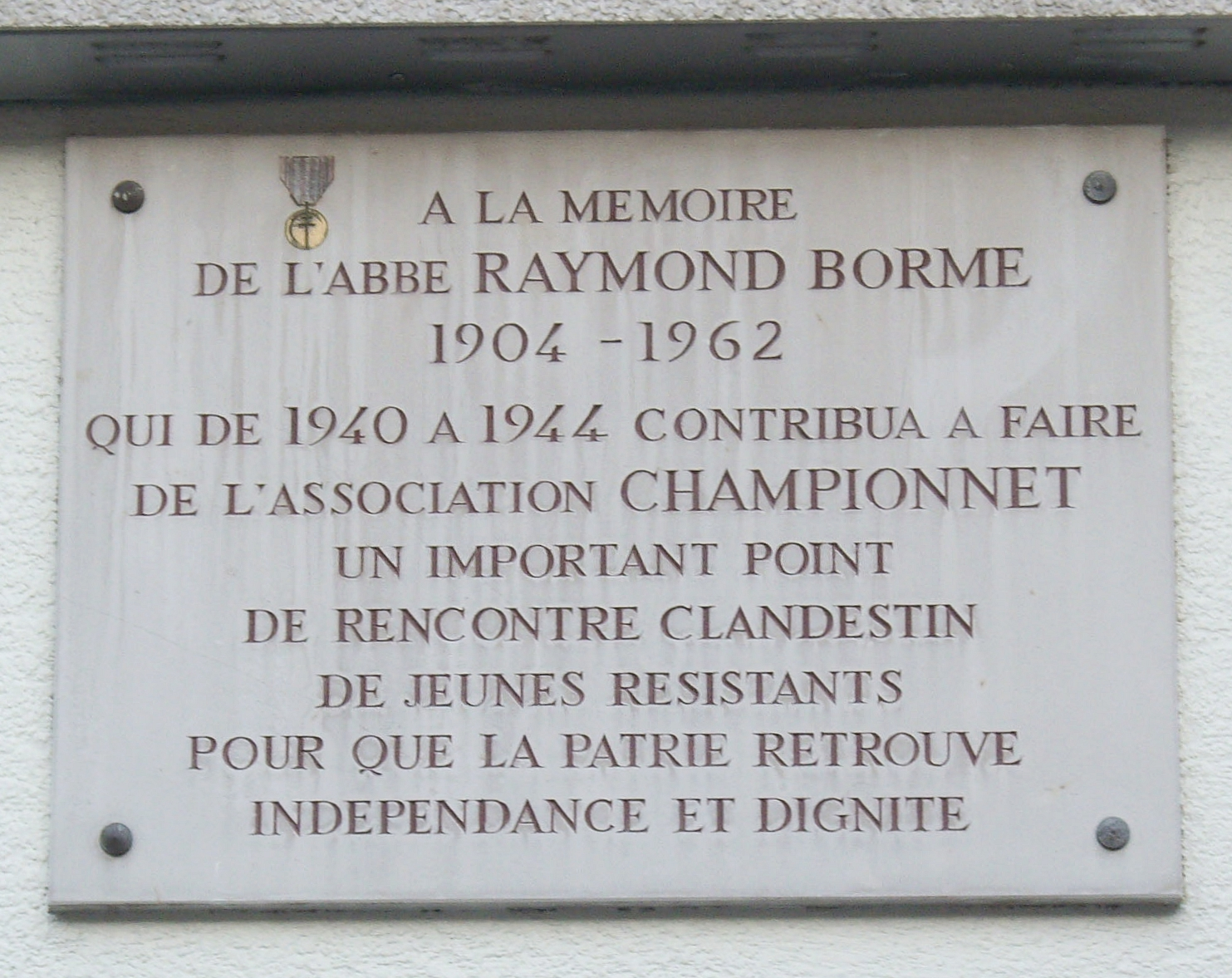
Plaque commémorative sur la façade de l'actuel théâtre de l'Étoile du Nord à la mémoire de Raymond Borme.

Né en 1904 dans un quartier très populaires proche de la Zone du nord de Paris, il devient très vite un membre actif du patronage paroissial de l'Église Sainte-Geneviève des Grandes-Carrières où il s'occupe des 15-20 ans.
Ordonné prêtre en 1935 il devient un des principaux dirigeants de l'Association Championnet qui regroupe de nombreuses activités sportives et de jeunesse. L'abbé Borme est un cadre parisien de la Jeunesse ouvrière chrétienne mais aussi de la Conférence Saint Vincent de Paul.
Son action dans la Résistance l'amène à jouer un rôle important dans le mouvement des Jeunes chrétiens combattants dont il est entre autres l'aumônier. Grâce à lui le Conseil national de la Résistance se réunit dans les locaux du patronage de Championnet. Il est du commando qui, avec Léo Hamon et Henri Rol-Tanguy va, à mains armées, brûler le fichier du STO de Paris, l'abbé s'occupant des bananes incendiaires.
En août 1944 il organise un groupe de jeunes chrétiens pour combattre lors de la Libération de Paris. Mais par la faute d'un traître, une partie des jeunes sont exécutés par les SS, ce sont les Fusillés de la cascade du bois de Boulogne. Ce sera le drame de sa vie.
Il devient aumônier scout mais surtout est le directeur de l'Association Championnet qui, notamment en basket, a une réputation nationale. Il meurt en 1962, à un moment où l'Église de France commence à se détacher des patros.

## Décoration
- Médaille de la Résistance française (23 octobre 1945)[1]